# كيت هيولت
كيت هيولت هي ممثلة كندية، ولدت في 17 ديسمبر 1976 في تورونتو في كندا.

## أعمال

### أفلام
- (2005) ماء عادم[5]

### مسلسلات
- ستارغيت أتلانتس

## وصلات خارجية
- الموقع الرسمي
- كيت هيولت على موقع IMDb (الإنجليزية)
- كيت هيولت على موقع ألو سيني (الفرنسية)
- كيت هيولت على موقع أول موفي (الإنجليزية)
- كيت هيولت على موقع قاعدة بيانات الفيلم (الإنجليزية)
- كيت هيولت على موقع كينوبويسك (الروسية)